# Къща музей „Елин Пелин“
Къщата музей „Елин Пелин“ се намира в село Байлово, Софийска област.
През 1977 г., по повод 100-годишнината от рождението на Елин Пелин, родната му къща е превърната в музей. Тук се намира и домът-паметник „Елин Пелин“, в който се помещава експозицията „Живот и творчество на Елин Пелин“.
На горния етаж е възстановена битовата обстановка на байловска къща. Уредена е и стаята на Елин Пелин с негови лични вещи.